# Picnic at Hanging Rock
Picnic at Hanging Rock is een Australische dramafilm uit 1975 onder regie van Peter Weir. De film is gebaseerd op de gelijknamige roman uit 1967 van de Australische schrijfster Joan Lindsay. In 2018 werd een vijfdelige dramaserie onder dezelfde naam uitgebracht.

## Verhaal
Op Valentijn gaan de leerlingen van Appleyard College op stap naar Hanging Rock. Daar zullen ze een picknick houden. Vier meisjes gaan samen een wandeling maken, maar slechts een van hen keert terug naar de groep.

## Rolverdeling
| Acteur               | Personage            |
| -------------------- | -------------------- |
| Rachel Roberts       | Mevrouw Appleyard    |
| Vivean Gray          | Juffrouw McCraw      |
| Helen Morse          | Juffrouw De Poitiers |
| Kirsty Child         | Juffrouw Lumley      |
| Tony Llewellyn-Jones | Tom                  |
| Jacki Weaver         | Minnie               |
| Frank Gunnell        | Mijnheer Whitehead   |
| Anne-Louise Lambert  | Miranda              |
| Karen Robson         | Irma                 |
| Jane Vallis          | Marion               |
| Christine Schuler    | Edith                |
| Margaret Nelson      | Sarah                |
| John Jarratt         | Albert Crundell      |